# Catherine Vogel
Catherine Vogel [kateˈʁɪn] (* 18. Oktober 1981 in Wuppertal) ist eine deutsche Fernseh- und Radiomoderatorin.

## Leben
Neben einem Studium der Germanistik und Sozialwissenschaften an der Universität Wuppertal umfasste Vogels Ausbildung Schulungen in der Sprecherziehung und Moderation. Zusätzlich zu ersten Erfahrungen in der redaktionellen Tätigkeit war Vogel zunächst als freie Sprecherin für TV- und Radiospots tätig.
Später war sie unter anderem Station-Voice bei Planet Radio sowie dem Musiksender VIVA.

### WDR
Nach dem Wechsel 2003 zu 1 Live moderierte sie dort verschiedene Sendungen im Tagesprogramm.
Am 17. März 2008 moderierte sie zum ersten Mal die Lokalzeit Ruhr im WDR Fernsehen. Dort blieb sie bis zum 23. Januar 2010. 2010 moderierte sie zusammen mit Thomas Bug live im WDR Fernsehen die Loveparade.
Seit dem 1. Februar 2010 ist Vogel WDR-Fernsehmoderatorin der Aktuellen Stunde, seit 2021 vertretungsweise von WDR aktuell. Seit Juli 2021 moderiert sie den ARD-Brennpunkt.
Seit dem 22. Oktober 2023 moderiert sie ebenfalls die Sendung Westpol und seit 2024 das Verbrauchermagazin Markt.

### ZDF
Ab Oktober 2014 moderierte sie die ZDF-Sendung heute nacht bis zu deren Einstellung im Mai 2015.

### Privates
2015 heiratete Catherine Vogel den Schauspieler Klemens Vogel. Gemeinsam bekamen sie im März 2016 eine Tochter.